# مبارك زايد
مبارك زايد مواليد 14 أبريل 1995، هو لاعب كرة مضرب قطري. أعلى تصنيف له في الفردي كان 159. أعلى تصنيف له في الزوجي كان 332.

## روابط خارجية
- مبارك زايد على موقع رابطة محترفي التنس (الإنجليزية)
- مبارك زايد على موقع الاتحاد الدولي لكرة المضرب (الإنجليزية)
- مبارك زايد على موقع كأس ديفيز (الإنجليزية)
- مبارك زايد على موقع خلاصة التنس.كوم (الإنجليزية)
- مبارك زايد على موقع إي إس بي إن.كوم (الإنجليزية)